# Stregati
Pour plus de détails, voir Fiche technique et Distribution.
Stregati est une comédie romantique italienne réalisée par Francesco Nuti et sortie en 1986.
Il s'agit du troisième film de Nuti en tant que réalisateur et acteur, le deuxième avec Ornella Muti, déjà sa partenaire dans le précédent Tutta colpa del paradiso (1985). Pour ce film, Giovanni Nuti a remporté le Ruban d'argent de la meilleure musique.

## Synopsis
Lorenzo est un disc-jockey qui vit à Gênes, dans un loft près du port, et qui anime une émission nocturne pour la station Radio Strega, tenant compagnie, avec ses mots et ses phrases, à ceux qui souffrent d'insomnie ou qui travaillent la nuit. Sa philosophie de vie, comme celle de ses amis étudiants (un chauffeur de taxi et un pianiste) et de son père (gérant d'un cinéma où sont projetés des films pornographiques), est de lutter contre la monotonie, en essayant toujours de s'amuser, souvent même en enfreignant les règles ou en cambriolant le cœur de certaines femmes.
Tous les soirs, en effet, après le travail, Lorenzo et ses amis se promènent dans la ville, faisant toutes sortes de farces et vivant des aventures occasionnelles. Un soir de pluie, alors qu'il conduit le taxi de son ami, Lorenzo rencontre Anna, une belle jeune fille avec laquelle il finit par coucher, mais elle est sur le point de se marier et n'est dans la capitale ligure que pour acheter sa robe de mariée avant de partir pour Vérone, où l'attend son futur époux.
Cependant, les deux hommes passent presque autant de temps ensemble qu'elle, et une relation particulière s'établit entre eux, oscillant entre l'attirance et la répulsion, mais intense. Ainsi, à deux reprises, Anna rate le train du retour et ce n'est qu'à la troisième tentative qu'elle parvient à partir, non sans avoir refait l'amour avec Lorenzo. Au bout de quelques mois, alors que tout semble terminé, Anna revient et retrouve Lorenzo, prête à rester avec lui et à partager son mode de vie bizarre et désordonné.

## Fiche technique
- Titre original italien : Stregati[2],[3],[4] (litt. « Ensorcelé »)
- Réalisateur : Francesco Nuti
- Scénario : Francesco Nuti, Vincenzo Cerami, Giovanni Veronesi
- Photographie : Giuseppe Ruzzolini
- Montage : Sergio Montanari
- Musique : Giovanni Nuti
- Décors : Ugo Chiti
- Production : Gianfranco Piccioli
- Sociétés de production : C.G. Silver Film, Union P.N.
- Pays de production :  Italie
- Langue originale : italien
- Format : couleurs
- Durée : 94 minutes
- Genre : comédie romantique
- Date de sortie :
  - Italie : 19 décembre 1986

## Distribution
- Francesco Nuti : Lorenzo
- Ornella Muti : Anna
- Novello Novelli : Novello (le père de Lorenzo)
- Alex Partexano : Alex (l'ami pianiste)
- Mirta Pepe : Clara
- Sergio Solli : Remo Quaranta (l'ami chauffeur de taxi)

## Production
Le film a été tourné presque entièrement à Gênes. Les prises de vue nocturnes ont été réalisées à l'intérieur du port marchand, le Porto Petroli (Multedo), ainsi que dans ce qui est devenu la zone de l'Exposition spécialisée de 1992, c'est-à-dire à l'intérieur du Porto Antico. En ville, le tournage a eu lieu sur la Piazza De Ferrari, Via Venti Settembre, Largo Zecca (le site du cinéma rouge) et Via San Luca, tandis que le tournage de jour a eu lieu à Spianata Castelletto, Carignano, Ponte Monumentale et Circonvallazione a monte. La gare ferroviaire filmée dans de nombreuses scènes du film n'est pas à Gênes, mais est la gare de Firenze Santa Maria Novella.